# Maurice Dewolf
Pour les articles homonymes, voir DeWolf.
Maurice Dewolf, né le 11 janvier 1896 à Hamme et mort le 12 mars 1971 à Sint-Niklaas, est un coureur cycliste belge, spécialiste de la piste, course de six jours ou américaine et qui, soit avec Henri Stockelynck, soit avec Piet van Kempen, a connu de jolis succès.

## Biographie
Son père est fabricant de lingerie à Hamme.
À l’âge de 11 ans, Maurice Dewolf dispute sa première course dans son village natal sur un parcours de 87 kilomètres ; malgré la distance relativement longue et la présence de coureurs âges de près de vingt ans, Dewolf réussit à se classer troisième, couvrant la distance dans le temps relativement court de 3 h 7. L’année suivante, le jeune Maurice dispute et gagne encore plusieurs courses de clubs ; mais son père l’envoi ensuite faire ses études dans un pensionnat de Louvain où, deux années de suite, il est le premier de sa classe. Entretemps, il court les championnats scolaires de 1912 et 1913 et remporte chaque fois la victoire. Plus tard, il continue ses études à l’école industrielle de Gand et à l’âge de 17 ans, il prend part à la direction des affaires de son père. Mais la guerre survient. Maurice Dewolf passe la frontière à la suite de l’armée belge en déroute et s'y engage ; il sert son pays en qualité de motocycliste et de chauffeur et profite de son séjour à l’armée pour pratiquer de nombreux sports. Après l’armistice, il est en garnison à Bruxelles et profite de l'occasion pour disputer le championnat de Belgique de vitesse amateurs; il gagne cette épreuve, à la surprise générale, devant Henry George et Sadi Davignon. Il fournit encore quelques belles courses dans la catégorie amateurs, gagnant entre autres la revanche du championnat de Belgique amateurs, il fait une chute qui l’immobilise pendant plus d’un mois et prend sa licence de professionnel au début de la saison 1920.
Après avoir gagné un « Critérium des Comingmen » au vélodrome de Bruxelles et décidé à se consacrer plus spécialement aux courses à l’américaine, il s’allie à Stockelynck ; dès lors, l’équipe Dewolf-Stockelynck commence à écumer tous les vélodromes belges et étrangers et à y remporter de nombreuses victoires ; en 1922, Dewolf passe un mois à Strasbourg et remporte au vélodrome de cette ville toutes les courses qu’il y dispute. La renommée de l’équipe Dewolf-Stockelynck étant parvenue aux oreilles de Chapman, l’équipe est appelée aux États-Unis pendant la saison d'hiver 1923-1924. Le team flandrien s'y distingue et contribue surtout à animer la course, de sorte que Chapman rappelle encore l'équipe Dewolf-Stockelynck pendant les deux saisons suivantes. Durant l’été, les associés reviennent en Europe et Dewolf remporte de beaux succès. Dès lors, la réputation de Dewolf est faite, et il court un peu partout en Europe, en Espagne, en Allemagne ; il gagne contre Alessandro Tonani en match-omnium à Dresde, et dans le Critérium des As de la  Rütt-Arena,.
Au cours des saisons 1923,1924 et 1925, il dispute une dizaine de Six jours aux États-Unis ; mais ne parvient pas à terminer aux places d’honneur ; En Europe, il fait troisième en compagnie de Van Ruysseveldt, derrière Van Hevel-Debaets et Aerts-Van Kempen en 1923 à Bruxelles et troisième encore, avec Thys comme équipier, derrière Aerts-Van Kempen et Grenda-Mac Beath, à Bruxelles en 1925. Il fait de beaux débuts aux six jours de Berlin en 1926. Il remporte sa première victoire dans une course de Six Jours à la fin de la saison hivernale 1926-1927 à Gand, associé à Hellebaut, par un tour d'avance et c’est dans la capitale allemande qu'il remporte, en 1927, sa première grande victoire dans une course de six jours.
D'après les statistiques publiées dans le Rad-Welt (de), il est le coureur étranger le plus brillant en vitesse pure durant la saison estivale 1926 en Allemagne.
En 1931, il se tourne vers le demi-fond entrainé par Alfons Goossens qu'il entraine aussi.

## Palmarès
- 1919
  -  Champion de Belgique de vitesse amateurs
- 1923
  - 3e des Six Jours de Bruxelles avec  John Van Ruysseveldt
- 1924
  - 24 heures d'Ostende avec Henri Stockelynck[5]

- 1925
  - 2e des Championnats de Belgique de vitesse
  - 3e des Six Jours de Paris avec Henri Stockelynck[6],[7],[8],[9]
  - 3e des Six jours de Bruxelles avec Philippe Thys

- 1926
  - 3e des Six Jours de Paris avec Henri Stockelynck[10],[11],[12]

- 1927
  - Six jours de Gand avec Hilaire Hellebaut
  - Six Jours de Berlin avec Piet van Kempen[13]
- 1928
  - Six jours de Dortmund avec Piet van Kempen[14]
  - 3e des Championnats de Belgique de vitesse professionnels[15]